# 1907 în film
- 1906 în cinematografie — 1907 în cinematografie — 1908 în cinematografie

## Premiere
- 20,000 Lieues Sous les Mers
- Ben-Hur
- First Prize for the Cello
- Laughing Gas
- L'Enfant prodigue
- The Lion Hunt
- Salaviinanpolttajat
- El Sartorio
- Tunneling the Channel